# マネキン

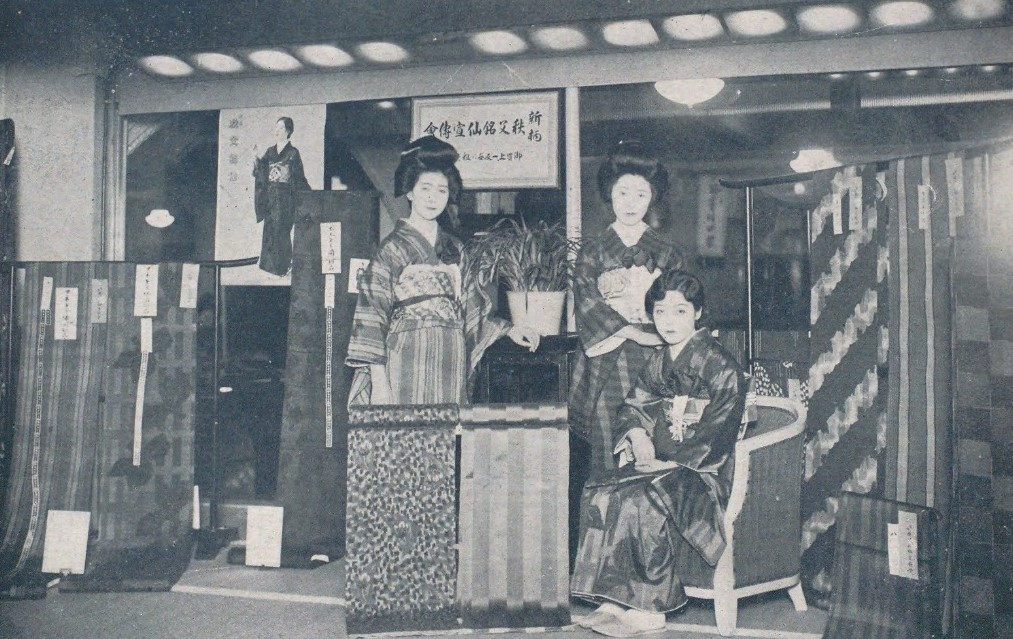
マネキンガール。百貨店の秩父銘仙宣伝会にて

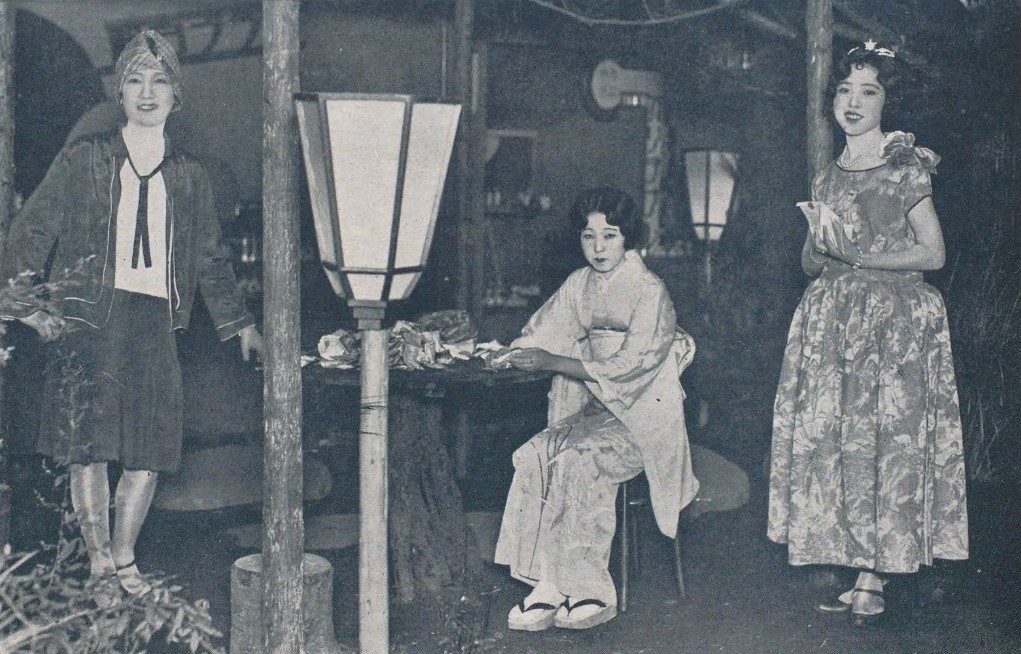
商品の服を着て販売するマネキンガール。1920年代に新しい職業婦人として注目された

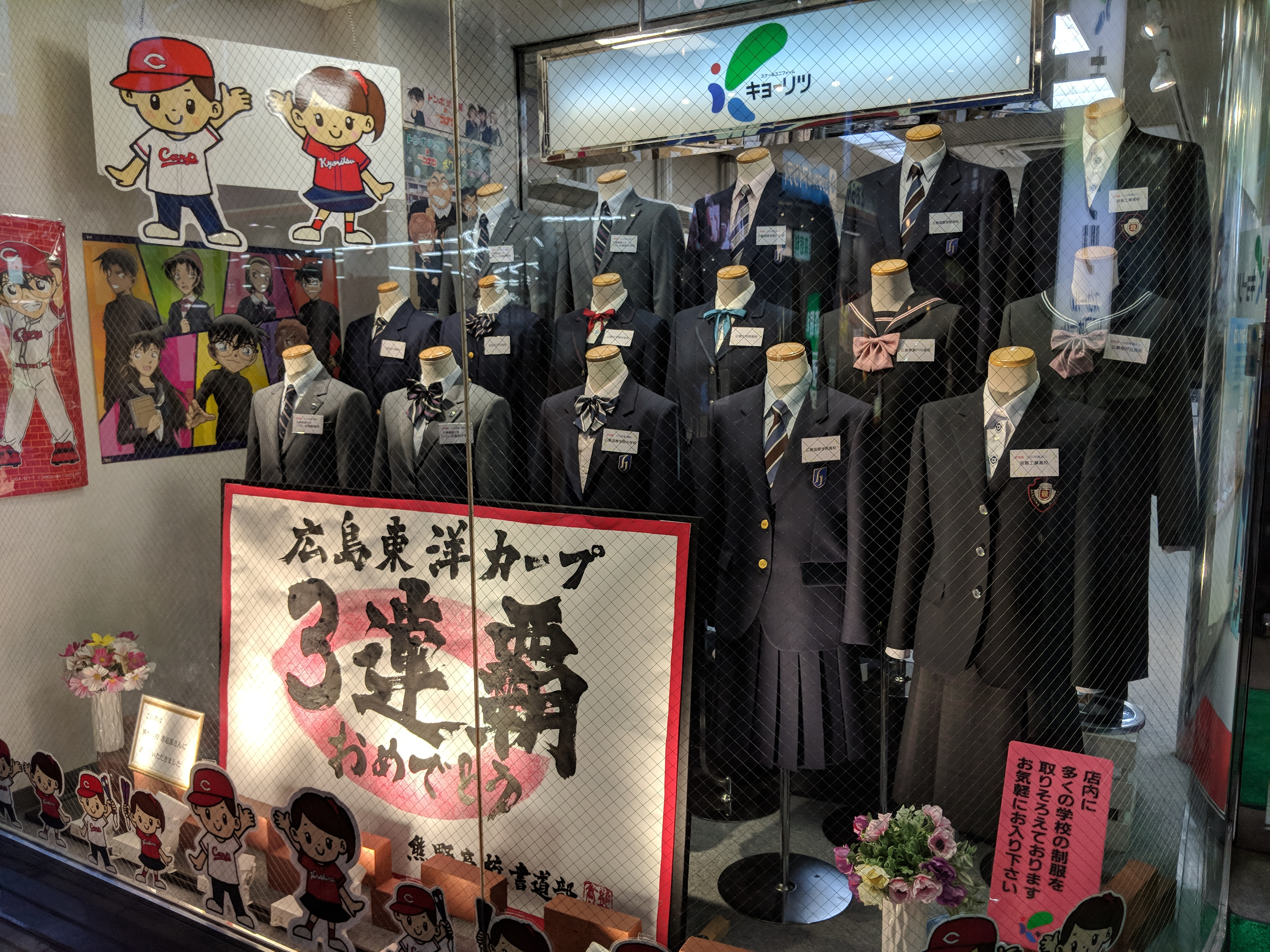
制服を着たマネキンの店の窓、広島県神谷町 2 丁目の本通りにある共立、2018 年 10 月 17 日からの写真

マネキン（仏: mannequin）は、店頭において各種商品の宣伝・販売促進にあたる販売員（宣伝販売促進員）や、その職種を指す。服飾品の販売から使われるようになった用語であるが、食品の試食・実演販売などにも用いられている。
単に「マネキン」と言った場合は、衣服の展示に使われる等身大の人形（マネキン人形）を指すことも多い。職種は「マネキン職」、従事者は「マネキンさん」などとも呼ばれる。服飾業界ではフランス語での発音に従った「マヌカン」も用いられる。

## 名称
「マネキン」は、フランス語で「モデル」を指すmannequin（マヌカン）の英語読みに由来する。フランス語のmannequinは、オランダ語で「小人」を指す manikin に由来している。
日本で「マネキン」という語形が普及したことについては、「マヌカン」が「招かん（客を招かない）」ことに通じることに嫌った化粧品会社が、「招き猫」とかけて造語したためとされる。
日本における「マネキン」の語は、1922年（大正11年）3月10日に上野公園で開幕した平和記念東京博覧会にて、盛装させた女性をマネキンガールとして陳列所に立たせたことから普及し始めた。1925年（大正14年）3月には初のマネキン人形専業メーカー「島津マネキン」（京都府京都市）が創業している。モデル兼販売員としての「マネキン」は、関東大震災の5年後で、昭和天皇の即位の大礼が行われた1928年（昭和3年）3月に東京府東京市・上野で開催された大礼記念国産振興東京博覧会において、高島屋呉服店が「マネキン・ガール」を登場させたのがはじまりである。1929年3月、山野千枝子は東京マネキン倶楽部を結成した（山野千枝子『光を求めて』）。

職業安定法施行規則において「モデル又はマネキン」は、「専門的な商品知識及び宣伝技能を有し、店頭、展示会等において相対する顧客の購買意欲をそそり、販売の促進に資するために各種商品の説明、実演等の宣伝の業務（この業務に付随した販売の業務を含む。）を行う者」と規定されている。有料職業紹介事業所の一形態として、店頭販売員の職業紹介に特化した「マネキン紹介事業」（マネキン紹介所）があり、「正式な職種名」として事業所や業界団体の名称として使われている。

## 形態

### 服飾・雑貨販売
販売スタッフのことであり、今ではFA（ファッションアドバイザー）、ファッションコーディネーターなど呼称される場合も多い。
ハウスマヌカン（英: house + 仏: mannequin）という和製英語が、1980年代のDCブランドが大ブーム時に流行した。ブティックで、その店の商品である服を着て客に応対する販売員の意であるが、現在では死語と考えられる。この語は1983年のan・anの特集により流行し、離職率の高かった女性販売員を花形職業にしたとされる。

### 試食・実演販売
「マネキン紹介所」から斡旋を受け、スーパーマーケットやデパ地下などで試食販売や実演販売に従事する販売員のこともマネキンと呼ぶ。

### 医療
医学部や歯学部など、医療従事者の養成課程の実習に用いられる、人体を模した人形もマネキンと呼ばれる。